# Safri Duo
Safri Duo — данський перкусійний дует, що виконує електронну музику. Назва Safri складено з перших букв прізвищ учасників дуету: Уффе Савері та Мортен Фріс. У 1990-х роках колектив видав 6 альбомів, поки не був помічений діджеєм і продюсером Міхаелем Парсбергом. Записана з ним у 2001 році композиція Played-A-Live досягла перших місць в європейських чартах. Цей сингл з альбому Episode II отримав в різних країнах статус платинового, будучи проданим більше 1,5 мільйона разів.
Савері та Фріс знайомі з десятирічного віку, разом закінчили Данську королівську музичну академію.
Останній альбом гурту — Greatest Hits — вийшов у 2010 році.

## Склад
- Уффе Савері (Uffe Savery), народився 5 квітня 1966 року
- Мортен Фріс (Morten Friis), народився 21 серпня 1968 року

## Дискографія
| - Turn Up Volume (1990) - Works for Percussion (1995) - Lutoslawski, Bartók, Helweg (1995) - Percussion Transcriptions (1995) - Goldrush (1996) - Bach to the Future (1998) - Episode II (2001) - 3.0 (2003) - Origins (2008) - Helele (feat. Velile) (2010) | - «Played-A-Live (The Bongo Song)» (2000) - «Samb-Adagio» (2001) - «Baya Baya» (2001) - «Sweet Freedom» (feat. Michael McDonald) (2002) - «Fallin' High» (2003) - «All the People in the World» (feat. Clark Anderson) (2003) - «Rise (Leave Me Alone)» (feat. Clark Anderson) (2004) - «Knock on Wood» (feat. Clark Anderson) (2004) - «Twilight» (2008) |